# Dukono
Dukono (Indonesisch: Gunung Dukono) is een complexe vulkaan op het Indonesische eiland Halmahera in de provincie Noord-Molukken. 